# Манучаров, Андрей Арсенович
Андрей Арсенович Манучаров (25 мая [7 июня] 1917, Харьков — 15 сентября 2001, Жуковский, Московская область) — заслуженный лётчик-испытатель СССР (1967), генерал-майор авиации (1967), лауреат Ленинской премии (1967) и Государственной премии СССР (1975).

## Биография

### Ранние годы
Родился 7 июня (25 мая) 1917 в городе Харькове (Украина). Рос и учился в Москве, в 1934 году окончил рабфак и поступил в Московский авиационный институт. Во время учёбы в 1937 завершил лётное обучение в аэроклубе МАИ и был оставлен в нём лётчиком-инструктором. Диплом МАИ получил в 1940 году. Работал инженером-конструктором на авиационном заводе № 301 и в ОКБ МАИ.

### Служба в военной авиации СССР
В армии с июня 1941 года, участник Великой Отечественной войны. Начинал механиком по авиационному вооружению. Участвовал в оборонительных боях в Белоруссии в составе 401 ИАП, Западный фронт. В 1941—1944 годах — лётчик-инструктор 6 запасного истребительного авиаполка. В 1944 году переведён в ГК НИИ ВВС на должность ведущего инженера. В период август 1944 года — февраль 1945 года провёл войсковые испытания истребителя Як-9К на базе 3 истребительного авиационного корпуса.
С июня 1944 по ноябрь 1948 года служил лётчиком-испытателем ГК НИИ ВВС, провёл государственные испытания ряда истребителей ОКБ Яковлева (Як-9УТ, ЯК-9С, Як-11, Як-15). Участвовал в параде в ознаменование Дня Воздушного Флота СССР в 1947 году, где пилотировал самолёт Ла-11 с ракетными ускорителями.
С октября 1957 года — начальник штаба Управления испытаний ГК НИИ ВВС, затем (с августа 1959 года) — первый заместитель начальника Управления, а с ноября 1964 года возглавил Лётно-испытательный центр ГК НИИ ВВС (1 Управление), которым командовал до августа 1975 года.
Принимал участие в государственных испытаниях самолётов Су-15 (1964), Су-15УТ (1969), Су-17, Як-28П (1963-1964), МиГ-21бис, МиГ-25, Ту-22М, Ту-134Ш и др. Всего освоил более 100 типов самолётов. Внёс большой вклад в развитие технологий перехвата воздушных целей с комплексным использованием наземных станций наведения и бортовых радиотехнических средств реактивных истребителей для вывода в точку прицеливания. Участвовал в работах по автоматизации управления полётом самолётов-истребителей. 

### Работа в Лётно-исследовательском институте
После увольнения из Вооруженных Сил (1975) работал заместителем начальника Лётно-исследовательского института.
В период 1975—1976 годов включился в работу по созданию самолётных командно-измерительных пунктов (СКИП) Ил-676 (№ 271) для обеспечения лётных испытаний крылатых ракет воздушного базирования Х-55 и СКИП Ил-776 (№ 776) для лётных испытаний новой крылатой ракеты морского базирования. СКИП обеспечивали приём радиотелеметрической информации с борта ракеты, её обработку и отображение параметров полета в реальном времени на борту СКИП, измерение и контроль траектории полёта ракеты, выдачу радиокоманд на борт для изменения траектории полёта или ликвидации при выходе из заданного коридора полёта с целью обеспечения безопасности. Участвовал в организации и проведении испытаний комплекса Ту-95МС с крылатыми ракетами Х-55 с применением СКИП Ил-676. За эту работу (в числе 14 специалистов ЛИИ) был награждён орденом Трудового Красного Знамени (1984). Позднее участвовал также в разработке технических решений нового СКИП Ил-976 (авторское свидетельство на изобретение от 03.05.1990 с приоритетом от 19.02.1987).
Внёс большой вклад в испытания многоразовой космической системы «Энергия-Буран». Совместно с В. В. Уткиным руководил созданием и пусками двух крупномасштабных летающих моделей: 
- «Бор-4» с несущим корпусом, имеющим нижнюю поверхность, близкую по форме к нижней поверхности передней части корабля «Буран», что позволило испытать конструкцию теплозащиты при полёте в атмосфере после схода с орбиты;
- «Бор-5» в компоновке «Бурана» (масштаб 1:8) и полётом на атмосферном участке по траектории, обеспечивающей соблюдение подобия по числам Маха и  Рейнольдса для уточнения аэродинамических характеристик «Бурана»[5].

Позднее возглавлял комплексную бригаду ЛИИ, проводившую лётные исследования на нескольких летающих лабораториях (ЛЛ) на базе самолётов Ту-154 для отработки цифровой системы управления «Бурана» и технологии выполнения его автоматической посадки. В рамках этих работ лётчики-испытатели И. П. Волк, Р. А. Станкявичюс, А. Н. Левченко и А. В. Щукин выполнили около 130 автоматических посадок на этих ЛЛ, включая бездвигательную автоматическую посадку (1986), что позволило оптимизировать объём горизонтальных лётных испытаний аналога корабля «Буран» и ограничить его 24 полётами.
Совместно с В. П. Васиным руководил атмосферным этапом автоматической посадки орбитального корабля «Буран».

### Смерть
Андрей Арсенович Манучаров жил в городе Жуковском Московской области. Он умер 15 сентября 2001 года, похоронен на Ваганьковском кладбище в Москве.

### Семья
Сын Александр — в 1969 году окончил МАИ, в 1989 году был назначен главным конструктором Инженерного центра ОКБ им. А. И. Микояна

## Награды и звания
- Лауреат Ленинской премии (1967) и Государственной премии (1975)
- Орден Ленина (03.04.1975)
- Орден Красного Знамени (22.07.1966)
- Два ордена Отечественной войны 1-й степени (20.09.1947 и 11.03.1985)
- Орден Трудового Красного Знамени (13.06.1984)
- Четыре ордена Красной Звезды (23.11.1942, 18.08.1945, 05.02.1947 и 30.12.1956)
- Медали
- Почётный авиастроитель СССР (1977)